# Chaunoproctus deleoni
Chaunoproctus deleoni är en kvalsterart som beskrevs av Higgins 1966. Chaunoproctus deleoni ingår i släktet Chaunoproctus och familjen Caloppiidae. Inga underarter finns listade i Catalogue of Life.